# آگوستین آلوارز
آگوستین آلوارز (انگلیسی: Agustín Álvarez؛ زادهٔ ۱۹ مهٔ ۲۰۰۱) بازیکن فوتبال اهل اروگوئه است.
وی همچنین در تیم ملی فوتبال اروگوئه بازی کرده‌است.